# 小河案
小河案又称“贵阳小河案”、“黎庆洪案”。因案件审理地点位于贵阳市小河区而得名。“小河案”被指控为黑社会性质组织犯罪 集团案，嫌疑主犯黎庆洪。
该案因侦办时间长、被告众多、侦诉审过程一波三折、迷雾重重，引起越来越多的社会关注。被称为“贵州打黑第一案”。尤其是控辩双方激烈对抗 、又正值中华人民共和国刑事诉讼法 (2012)修订期间，被法律界人士称为“中国法制史上标志性的战役”；还有人士认为“历史将会证明，本案一定会载入中国审判历史，也一定会载入中国法治的历史”。

## 案由
黑社会性质组织犯罪
2008年，贵阳警方认为贵阳的“花梨帮”涉嫌黑社会性质组织犯罪，并认定黎庆洪是“花梨黑帮”的头领。同年9月10日，以涉嫌赌博罪拘捕了“花梨帮”头领黎庆洪，及其他成员，同时展开侦查审讯，力图对该“花梨帮”实施毁灭性打击。 
在经过漫长的一年多侦查审讯、获取了大量“证据”后，贵阳市公安局将案件提交贵阳市检察院，由检察院按照“黑社会性质组织犯罪集团案”向贵阳市中院提起公诉。
2010年2月，贵阳市中院开庭审理了黎庆洪案，法院一审认定黎庆洪五项罪名成立（领导黑社会性质组织罪、非法持有私藏枪支弹药罪、赌博罪、聚众扰乱社会秩序罪、非法采矿罪），判处黎庆洪有期徒刑19年，并处罚金30万元。黎庆洪不服提出上诉。

或牵连黄瑶受贿案
该案颇为蹊跷，多认为与原贵州省政协主席黄瑶受贿案有关，是在查办黄瑶案的过程中牵涉出来的案件。
如：黎庆洪在庭审中称，自被抓捕后，警方曾多次讯问他与原贵州省政协主席黄瑶的关系，是否曾向黄瑶行贿等问题。但该疑问并未得到法庭调查。

二审
2010年的一审后，嫌疑人均不认罪，大呼冤枉。并进行了上诉。2010年7月12日，在17名被告作出上诉后，贵州省高级人民法院作出裁定，以案件“部分事实不清”为由，撤销贵阳中院对黎庆洪案的有罪判决，将案件发回贵州省贵阳市中级人民法院重审。

## 小河案第一季

### 一审
检察院起诉书指控：17人，罪名8(?)项。
法院判决
黎庆洪：犯有组织、领导黑社会性质组织罪，判处有期徒刑八年；非法持有枪支罪，判处有期徒刑二；犯开设赌场罪，判处有期徒刑一年六个月，并处罚金人民币十万元；犯聚众斗殴罪，判处有期徒刑四年；，决定执行有期徒刑十五年，并处罚金人民币十五万元；
李相建：犯参加黑社会性质组织罪，判处有期徒刑五年；反赌博罪，判处有期徒刑二年，并处罚金人民币五万元；犯故意伤害罪，判处有期徒刑五年；犯故意损坏财物罪，判处有期徒刑一年；犯寻衅滋事罪，判处有期徒刑一年；犯聚众斗殴罪，判处有期徒刑六个月，决定执行有期徒刑十四年，并处罚金人民币五万元；
李光奇：犯参加黑社会性质组织罪，判处有期徒刑三年；犯赌博罪，判处有期徒刑二年，并处罚金人民币五万元；犯故意伤害罪，判处有期徒刑六年；犯故意毁坏财物罪，判处有期徒刑一年；犯寻衅滋事罪判处有期徒刑一年六个月；犯聚众斗殴罪，判处有期徒刑六个月；决定执行有期徒刑十三年六个月，并处罚金人民币五万元；
对其它人的判决
被告不服判决，提出上诉。

### 二审
2010年7月12日，在17名被告作出上诉后，贵州省高级人民法院作出裁定，以案件“部分事实不清”为由，撤销贵阳中院对黎庆洪案的有罪判决，将案件发回贵阳市中级人民法院重审。

### 撤诉补充侦查
案件退回——撤诉——-补充侦查——扩大罪名再诉
不寻常的降级起诉（贵阳市中院降级为小河区法院）

## 小河案第二季

### 再审一审概况
各方关注 波诡云谲 声势浩大 激烈对抗
该案因疑窦重重
 ，
控方又一定要办为“铁案”，大批知名律师组团免费参与辩护，“名副其实地成了今日中国法治与人治激战的最前沿”

2012年1月9日，黎庆洪案第二季在贵阳市小河区法院首次开庭，被告增加至57人，罪名增加到了十几个。这一轮的审理中，律师就法院管辖权、检察院和法官回避等问题与检察院和法院激烈交锋，甚至有律师当庭警告主审法官。在律师二十余人次被警告、训诫，并有四名律师被逐出法庭后，暂时休庭。
2012年6月8日继续开庭审理，至7月19日法庭审理结束。于2012年7月23日做出一审判决：被公诉人指控为黑社会老大的第一被告人黎庆洪因犯组织、领导黑社会性质组织罪等多项罪名，数罪并罚被决定执行有期徒刑15年，并处罚金人民币10万元。第二被告人黎崇刚（黎父）被判无罪。第三被告人黎猛（黎庆洪胞弟）被判有期徒刑五年半，共50人获刑6人无罪或免刑。

对于这样的结果，部分律师表示法院纠正了部分不实指控，而另一部分律师仍感到失望，他们认为这起涉黑案根本不成立，但多数当事人仍被以涉黑犯罪重判。黎庆洪等被告表示将上诉。案件将回到之前的一审法院——贵阳市中级法院。下一轮控辩战，或许很快开始。这起“正好经历了全国打黑除恶行动态势的起落”的涉黑案件走向何方，令人瞩目。

### 再审一审起诉书意见
再次被诉罪名增加(来源:南方都市报南都网)
小河区检察院的起诉书显示，与此前一审相比，该案被告人增加到57人，所涉嫌的罪名也由之前6个增加到了十几个。其中，黎庆洪被控系黑社会性质组织犯罪的组织、领导者。在原一审中被列为第17号被告人的黎崇刚(黎庆洪之父)，此次位列第二被告人；黎庆洪的弟弟黎猛被列为第三被告人。起诉书指控，黎庆洪、黎崇刚父子自1996年开始，承包矿山经营获利，1999年农历正月，黎庆洪等20余人举行“滴血结拜”仪式，成立“同心会”，到2008年形成了以黎庆洪、黎崇刚为组织、领导者，谭小龙等人为骨干成员、以杨松等人为一般参加者的黑社会性质组织。

### 小河一审被告方意见
全部被告均宣称自己无罪。
黎庆洪律师周泽认为公诉方的指控是“满纸荒唐言 构陷无底线”

一、辩护词认为：公诉机关对被告人黎庆洪的指控完全不能成立。
该案的黑社会性质犯罪四大特征——“有组织特征”、“经济支撑特征”、“犯罪行为特征”和“非法控制特征”均不具备，指控严重缺失有效证据。所谓黎庆洪犯罪组织，完全是公安机关根据黑社会性质组织犯罪所指黑社会性质组织的四个特征，简单将部分有违法犯罪行为的被告人与没有违法犯罪行为的被告人进行嫁接，在“不达审讯目的决不收兵”的精神指导下，通过刑讯逼供，暴力取证等手段，制造假证，拼凑材料，填充“犯罪构成”的结果。
二、辩护方认为：本案从侦查、起诉、到审判，严重程序违法，具体为：
1、专案黑打 败坏法制   2、目的先行 手段无限   3、移花接木 栽赃陷害   4、罗织罪名 随意追诉
5、黑白不分 是非颠倒   6、暴力取证 制造冤案   7、指鹿为马 构陷忠良   8、随意黑打 借机敲诈
9、司法掮客 催生腐败  10、上诉受惩 侵害诉权  11、株连无辜 制造恐怖  12、追诉证人 妨害司法
13、调查律师 妨害辩护  14、侦查记者 妨害监督  15、媒体公诉 有罪推定  16、撤诉补侦 玩弄司法
17、违法管辖 强行审判  18、操弄辩护 妨害司法  19、限制旁听 关门审判  20、儿戏司法 草菅人命
21、公安专横 藐视司法  22、强取豪夺 践踏物权  23、搞垮企业 破坏经济
三、黎庆洪的律师甚至认为：黎庆洪案辩护在律师界被视为中国最后的刑辩。这是本案云集全国众多著名律师参与辩护的原因，也是本案庭审期间不断有外地律师到小河旁听庭审的原因。本案中，被告人黎庆洪、黎崇刚、黎猛等被告人根本不构成犯罪，如果这么多全国著名律师的辩护，都改变不了被告人在公安做饭、检察院端饭、法院吃饭这一流程中被人鱼肉的命运，那么中国刑事辩护制度就没有必要存在了。这是本辩护人两年多来坚持无偿为黎庆洪辩护，并动员众多著名律师来参与本案辩护的原因，也众多著名律师愿意无偿参与本案辩护的原因。杨金柱律师甚至公开表示，如果判决不公，就要去天安门滚钉板，大有“不达辩护目的决不收兵”的架势。
四、黎庆洪的律师在总结陈词中呼吁：本案已经牺牲了太多的程序正义，希望，实体正义不要再被牺牲掉。希望，本案的最终的判决，不是一个让人绝望的判决，而是一个给人信心，给人希望的判决。希望，法院的判决，能够给本案被告人保留一点，正义或许真能在这个国家实现的希望；能够给全国众多关注本案的律师保留一点，对中国司法的希望；给我们的子孙保留一点，对这个国家的希望，而不要像现实这样，谁在这个国家都没有安全感，能移民的都想方设法移民，把自己的祖国抛弃在这片土地上！
其余辩护意见待补充

### 一审判决
小河区人民法院一审宣判被告人黎庆洪因犯“组织、领导黑社会性质组织罪、非法持有枪支罪、赌博罪、聚众斗殴罪”，数罪并罚，被决定执行有期徒刑十五年，并处罚金人民币十万元；李相建等49名被告人因犯参加黑社会性质组织罪、赌博罪等，分别被判处有期徒刑十四年至六个月不等或判处有期徒刑、适用缓刑的刑罚；被告人潘明华因犯赌博罪，被免予刑事处罚；第二被告人黎崇刚等5名被告人因公诉机关指控的罪名均不成立，被宣告无罪。对黎庆洪等人犯罪所得和作案交通工具依法追缴、没收。7月22号，小河区法院还以受贿罪、故意泄露国家秘密罪、包庇黑社会性质组织罪，数罪并罚，对被告人（保护伞）潘立新判处刑罚。

### 一审法官的意见
一审法院审判长黄敏认为本案的审判做到了：依法审判 不枉不纵
“人民法院审理案件以事实为依据，以法律为准绳，秉持宽严相济的刑事政策，严格依法办案，不枉不纵，公正地对待每一个被告人。本案有5名被告人被依法宣告无罪，有35名被告人法院认定的罪名比公诉机关起诉指控的罪名减少，有15名被指控有涉黑犯罪的被告人法院没有认定涉黑。本案的处理做到既依法打击犯罪，又依法维护被告人合法权益；既保障无罪的人不受刑事处罚，又坚决贯彻执行刑法规定的罪责自负、罚当其罪、罪刑相适应原则。”

### 再审一审判决后的反响
杨金柱律师：小河案公诉人在法庭上放弃举证、放弃质证、放弃辩论，有此“三放弃”，小河法院竟然强判涉黑罪成立，对国家法治的危害极大！
在2012年7月21日下午广东省律协刑委会和广州市律协刑委会共同举办的新刑诉法培训班上，主讲人北大陈瑞华教授当着台下150余位刑辩律师，指责贵阳小河案刑辩律师为“怀有个人政治目的的扰局律师”。